# 花坪街道
花坪街道，是中华人民共和国贵州省遵义市凤冈县下辖的一个乡镇级行政单位。
2015年7月14日，贵州省人民政府批复同意凤冈县部分乡镇行政区划调整，将原石径乡宏丰社区、两河口村划归花坪镇管辖。
2021年7月，撤镇设街道，以原花坪镇行政区域(不含宏丰社区、两河口村)为花坪街道行政区域，辖茶花社区、东山社区、石盆社区、鱼跳村、关口村，将宏丰社区、两河口村划归新设立的凤岭街道管辖。。

## 行政区划
花坪街道下辖以下地区：
茶花社区、石盆村、鱼跳村、东山村、关口村、宏丰社区村和两河口村。
2021年7月调整后，辖茶花社区、东山社区、石盆社区、鱼跳村、关口村。